# Karol Hawełka
Karol Hawełka (ur. 21 czerwca 1884 w Jarząbkowicach, zm. 11 sierpnia 1958 w Świętochłowicach) – powstaniec śląski, działacz społeczny.
W wieku 16 lat przybył do Świętochłowic w poszukiwaniu pracy, gdzie najpierw pracował w hucie „Falva”, a potem KWK Pokój. Podczas I wojny światowej został powołany do niemieckiej armii. Do Świętochłowic wrócił w grudniu 1918. Na początku 1919 wstąpił do Polskiej Organizacji Wojskowej, gdzie szkolił świętochłowickich peowiaków.
Był uczestnikiem trzech powstań śląskich. W czasie III powstania śląskiego został dowódcą kompanii powstańczej. Po otrzymaniu broni pod Bytomiem zajął Świętochłowice, gdzie wspólnie z polskim burmistrzem Michałem Waleckim kierował życiem w mieście. W dniu 18 maja 1921 stawił się na lipińskim rynku wraz z kompanią, skąd wyruszył na front do Kędzierzyna. Tam po krwawych walkach dostał się do niewoli i został osadzony w obozie w Chociebużu. Powrócił z niej po kilku latach i organizował Straż Gminną w Świętochłowicach.
W latach międzywojennych należał do licznych organizacji polskich, a w szczególności do Związku Powstańców Śląskich. W 1939 bronił Świętochłowic, a potem wycofał się na wschód. Po kampanii wrześniowej wrócił do Świętochłowic, gdzie został aresztowany. Później brał udział w pracach konspiracyjnych.

## Odznaczenia
- Krzyż Kawalerski Orderu Odrodzenia Polski
- Krzyż Niepodległości
- Krzyż Walecznych
- Srebrny Krzyż Zasługi z Mieczami